# Stanisław Zimny (1912–1990)
Stanisław Zimny (ur. 8 grudnia 1912 w Szulcu, zm. 28 czerwca 1990) – polski rolnik, poseł na Sejm PRL II kadencji.

## Życiorys
Syn Michała i Stanisławy, uzyskał wykształcenie średnie, z zawodu rolnik. Od wczesnej młodości należał do Związku Młodzieży Wiejskiej RP „Wici”, a następnie do Stronnictwa Ludowego. W czasie okupacji pracował jako robotnik. Walczył w szeregach Batalionów Chłopskich pod pseudonimem Gorący, pełniąc obowiązki członka kierownictwa powiatowego BCh od 1940 do 1943, współorganizował Stronnictwo Ludowe „Roch” w powiecie kaliskim. W latach 1943–1944 wywieziony na robory przymusowe do Niemiec. W 1945 został prezesem zarządu powiatowego Związku Samopomocy Chłopskiej w Kaliszu, w okresie 1951–1952 prezes Gminnej Spółdzielni „SCh” w Kamieńcu. Od 1945 do 1948 członek powiatowej rady narodowej w Kaliszu, następnie był wiceprzewodniczącym PRN i członkiem Wojewódzkiej Rady Narodowej w Poznaniu.
Ponownie należał do SL od 1944, był członkiem i wiceprezesem zarządu powiatowego w Kaluszu, od 1945 członek Polskiego Stronnictwa Ludowego, od 1946 Polskiego Stronnictwa Ludowego „Nowe Wyzwolenie”, po czym od 1947 powrócił do SL. Wiceprezes zarządu wojewódzkiego SL i członek wojewódzkiej komisji konroli partyjnej w Białymstoku (1948–1949), w 1949 wiceprezes zarządu wojewódzkiego w Łodzi. W 1949 wstąpił do Zjednoczonego Stronnictwa Ludowego (zawieszony w prawach członka od 1951 do 1955). Prezes powiatowego komitetu wykonawczego i komitetu powiatowego w Kaliszu (1955–1956), wiceprezes (1956–1959) i prezes wojewódzkiego komitetu w Poznaniu (1956–1959). W Naczelnym Komitecie ZSL był kierownikiem referatu planowania (1950–1951), a także członkiem (1957–1964) i członkiem prezydium NK (1956–1959), od 1976 do 1980 członek głównej komisji rewizyjnej NK.
W 1957 uzyskał mandat posła na Sejm PRL II kadencji z okręgu Kalisz, zasiadał w Komisji Spraw Wewnętrznych.